# Стафорд (окръг, Канзас)
Окръг Стафорд (на английски: Stafford County) е окръг в щата Канзас, Съединени американски щати. Площта му е 2059 km², а населението - 4488 души. Административен център е град Сейнт Джон.